# Haltichella swezeyi
Haltichella swezeyi är en stekelart som beskrevs av David Timmins Fullaway 1946. 
Haltichella swezeyi ingår i släktet Haltichella och familjen bredlårsteklar. Artens utbredningsområde är Guam. Inga underarter finns listade i Catalogue of Life.